# 중부내륙선
중부내륙선(中部內陸線)은 경기도 이천시의 부발역과 경상북도 문경시의 문경역을 잇는 철도 노선이다.

## 연혁
- 2002년 7월 ~ 2003년 6월 : 예비타당성 조사
- 2005년 5월 ~ 2006년 12월 : 타당성 및 기본계획 수립
- 2006년 11월 28일 : 부발 ~ 감곡 구간 기본계획 고시[1]
- 2006년 12월 ~ 2010년 11월 : 노반 기본설계 시행
- 2009년 5월 19일 : 기본계획 고시[2]
- 2011년 3월 : 노반 실시설계 착수
- 2011년 8월 ~ 2012년 7월 : 타당성 재조사 시행
- 2012년 9월 ~ 2013년 9월 : 실시설계 재착수
- 2014년 7월 : 1단계 실시설계 완료
- 2014년 11월 : 1단계 노반공사 착공
- 2015년 6월 : 부발 ~ 충주 구간 5공구 노반 착공
- 2015년 8월 : 부발 ~ 충주 구간 2공구 노반 착공
- 2015년 11월 4일 : 부발 ~ 충주 구간 착공[3]
- 2016년 1월 : 충주 ~ 문경 구간 턴키 2개 공구 발주
- 2016년 3월 : 충주 ~ 문경 구간 7, 9공구 노반 실시설계 착수
- 2016년 6월 : 충주 ~ 문경 구간 6, 8공구 실시설계 적격자 선정
- 2017년 11월 28일 : 실시계획 변경 고시[4]
- 2018년 5월 : 충주 ~ 문경 구간 7, 9공구 노반 공사 착공
- 2021년 9월 : 시운전[5]
- 2021년 11월 17일 : 부발 ~ 충주 구간 철도 노선 지정 및 철도거리표 고시[6]
- 2021년 12월 31일 : 부발 ~ 충주 구간 개통[7]
- 2023년 12월 28일 : 판교역 연장 개통[8]
- 2024년 3월 28일 : 문경역 방향 전차선 가압과 시운전에 들어감[9]
- 2024년 11월 30일 : 충주 ~ 문경 개통[10]

## 노선 정보
- 노선 거리 : 94.307 km (부발~문경)
- 운영 기관 : 한국철도공사
- 궤간 : 1.435mm(표준궤)
- 통행 방식 : 단선병렬
- 역 수 : 11개
- 보안 장치 : ATP
- 운행 열차 : KTX-이음

## 역 목록
| 역명                | 로마자 역명         | 한자 역명           | 역간 거리           | 영업 거리           | 접속 노선                    | 소재지              | 소재지              | 비고                |
| ↑경강선 판교역 방면 | ↑경강선 판교역 방면 | ↑경강선 판교역 방면 | ↑경강선 판교역 방면 | ↑경강선 판교역 방면 | ↑경강선 판교역 방면          | ↑경강선 판교역 방면 | ↑경강선 판교역 방면 | ↑경강선 판교역 방면 |
| ------------------- | ------------------- | ------------------- | ------------------- | ------------------- | ---------------------------- | ------------------- | ------------------- | ------------------- |
| 부발                | Bubal               | 夫鉢                | 0.0                 | 0.0                 | 경강선(● 수도권 전철 경강선) | 경기도              | 이천시              |                     |
| 아미                | Ami                 | 牙美                | 2.5                 | 2.5                 |                              | 경기도              | 이천시              | 신호장              |
| 가남                | Ganam               | 加南                | 6.5                 | 9.0                 |                              | 경기도              | 여주시              |                     |
| 감곡장호원          | Gamgokjanghowon     | 甘谷長湖院          | 12.2                | 21.2                |                              | 충청북도            | 음성군              |                     |
| 앙성온천            | Angseongoncheon     | 仰城溫泉            | 14.6                | 35.8                |                              | 충청북도            | 충주시              |                     |
| 금가                | Geumga              | 金加                | 11.8                | 47.6                |                              | 충청북도            | 충주시              | 신호장              |
| 충주                | Chungju             | 忠州                | 8.7                 | 56.3                | 충북선                       | 충청북도            | 충주시              |                     |
| 살미                | Salmi               | 乷味                | 10.3                | 66.6                |                              | 충청북도            | 충주시              |                     |
| 수안보온천          | Suanbooncheon       | 水安保溫泉          | 8.5                 | 75.1                |                              | 충청북도            | 충주시              |                     |
| 연풍                | Yeonpung            | 延豊                | 6.3                 | 81.4                |                              | 충청북도            | 괴산군              |                     |
| 문경                | Mungyeong           | 聞慶                | 11.3                | 92.7                |                              | 경상북도            | 문경시              |                     |

## 운행 정보
- 2023년도 철도통계연보에 따르면, 중부내륙선에 운행하는 정기열차 운행 빈도는 다음과 같다.(단위: 회/일, 작성기준: 편도, 주중)

| 운행구간    | 선로용량 | 고속열차 | 일반여객 | 화물열차 | 운행총계 |
| ----------- | -------- | -------- | -------- | -------- | -------- |
| 부발 - 충주 | 66       | 4        | 0        | 0        | 4        |

## 논란

### 노선 확정 논란
충청북도 충주시 구간이, 당시 국토교통부(기업도시 경유 주장)와 충주시(충주역 경유 주장)의 노선 선정에 대한 견해 차이로 갈등이 있었다.
- 제1안: 장호원 - 노은 (문성) - 주덕 (화곡) - 이류 (만정) - 살미 (세성) - 수안보 (안보)
- 제2안: 장호원 - 앙성 (돈산) - 금가 (사암) - 충주역 - 살미 (세성) - 수안보 (안보)
- 제3안: 장호원 - 앙성 (돈산) - 이류 (본리) - 이류 (만정) - 살미 (세성) - 수안보 (안보)

2008년 12월부터 노선선정위원회로부터 현지 조사와 여론조사를 실시하여 제2안이 충주시민의 지지를 받아, 2009년 3월 2일 기존 충북선 충주역을 경유하는 노선으로 최종 확정되었다.

### 감곡장호원역 위치 논란
2014년 112정거장의 위치를 선정하는 과정에서 감곡(충청북도 음성군 감곡면 왕장리)으로 위치선정이 결정된 후 감곡면 주민설명회에서 "변경될 계획은 없을 것"이라고 언급한 뒤, 장호원읍(경기도 이천시 장호원읍 노탑4리) 방면으로 70m 정도 이동을 검토했던 것이 알려지면서 감곡면 주민들과 장호원읍 주민들의 역사 위치를 놓고 갈등이 있었다.
철도시설공단의 기존 계획보다 35m가량 감곡면 쪽으로 옮기고, 역사의 규모도 감곡면으로 30m 늘리는 중재안을 수용 양측 주민들이 수용하면서 논란은 해소됐다.

### 판교역직통 운행 건의
충청북도 충주 역세권 개발 추진 위원회는 2020년 1월 13일 중부내륙철도 개통과 함께 충주역과 판교역 구간에 직통열차를 운행해 달라는 민원을 국토교통부에 제기했다고 밝혔다. 추진위는 이날 보도자료를 내고 역마다 정차하고 경강선, 신분당선, 분당선으로 환승하면 충주와 서울 간 소요 시간이 1시간 40분가량으로 1시간 30분 정도에 직통으로 갈 수 있는 고속버스보다 늦어져 산업 발전에 아무 도움이 되지 않을 것이라며 이 같이 강조했다. 추진위는 중부내륙철도 충주역 - 부발역 운행속도를 시속 200㎞로 경강선 부발역∼판교역은 시속 120㎞/h로 하면 충주역 ∼ 강남역 소요 시간은 50분대가 될 것이라며 직통 운행 횟수는 왕복 70회 이상이 바람직하다고 덧붙였다.
하지만 건의 결과 국토교통부는 판교역으로의 직통 운행은 주변에 고층 건물이 많고, 스크린도어 해체 등의 문제가 있는 판교역 특성상 불가능하며, 차후 2029년에 수서광주선이 개통된다면 최종 정차역은 수서역이 된다고 밝혔다. 특히 그동안은 부발역이 종착역이 되며, 판교역으로 가기 위해서는 부발역에서 경강선 전동열차를 환승하여야 한다고 답변을 송부하였다. 2023년 12월 14일에 나온 신문기사에 따르면, 개통후 1년간 운용비용은 61억원이 들었지만, 수익은 7억원에 불과해서 영업계수로 875.9를 기록했다고 한다.
2023년 12월 28일 판교역까지 연장 운행하기 시작했다. 그 결과, 기존 일 평균 이용객 274명에서 901명으로 증가하였고 전체 이용객의 83.5%가 판교역에서 타고내리는 것으로 집계됐다.

### 설계속도 논란
중부내륙선 사업이 완료되면 시속 200km/h로 운행되는 준고속열차가 운행될 계획으로 이천에서 문경까지 현재 버스로 2시간대 이동하던 것이, 33분대로 단축된다. 하지만 21대 총선 김경욱 충주시 후보는 중부내륙선의 설계속도가 200km/h라 진정한 고속열차는 운행할 수 없다고 주장하면서, 250km/h로 고속화를 하고 복선화까지 추진하겠다고 밝혔다.
그러나 중부내륙선의 설계속도는 실제로 200km/h가 아니며, 충주 ~ 문경 방면의 곡선 반경을 보면 6공구를 제외하고 전부 평균 2,500m가 넘고 이천 ~ 충주 방면도 평균 3,000m의 곡선반경을 자랑한다. 중부내륙선은 설계속도가 230km/h로 설계되어, 고속열차가 중부내륙선을 통과하면 충분히 표정속도 200km/h까지는 달릴 수 있도록 되어 있다. 또 국가철도공단 연구보고서에서는 2,000m의 곡선반경만 되어도 230km의 설계속도는 넘어간다고 밝혔으며 특히 대부분의 곡선반경도 중부내륙선만큼은 설계속도가 고속화가 되어 있다.

## 지질
윤기원(2022)은 충주시 남부 중부내륙선 철도가 통과하는 지역(충주역 이남)에서의 지질과 이에 따른 통과 방안을 연구하였다. 철도가 건설되는 지역에는 중생대 화강암 및 화강반암과 옥천 누층군 계명산층, 향산리 돌로마이트질 석회암층, 문주리층, 황강리층이 분포하며 계명산층, 향산리 돌로마이트질 석회암층, 문주리층의 경계는 충상단층이다. 시추조사 결과 단층파쇄대와 석회암 공동(空洞)이 발견되었으며 계명산층 및 문주리층 구간에 석회암이 일부 협재되어 지하 공동 발생 가능성을 확인하였다. 옥천 누층군에 협재된 천매암은 절리가 발달해 굴진 방향에 따라 암반 붕락의 위험이 있는데, 터널 굴진 방향과 지층의 층리가 경사하는 방향이 반대인 역경사방향의 경우 불안정하므로, 터널 통과구간 내 주요 절리의 방향을 검토하여 안정성을 위해 굴진 방향을 경사와 일치하는 방향으로 결정하였다. 철도 터널 통과구간과 인접하여 우라늄 광상이 위치한 것이 확인되어 라돈 가스의 유입을 방지하기 위한 밀폐형 뚜껑 설치를 주문하였다.